# IC 701
IC 701 је спирална галаксија у сазвјежђу Лав која се налази на листи објеката дубоког неба у Индекс каталогу.
Деклинација објекта је + 20° 28' 11" а ректасцензија 11h 31m 0,6s. Привидна величина (магнитуда) објекта IC 701 износи 14,1 а фотографска магнитуда 14,7. IC 701 је још познат и под ознакама UGC 6503, MCG 4-27-51, CGCG 126-74, ARP 197, VV 3, PGC 35494.